# Agonum
Agonum es un género es de escarabajos de la subfamilia Harpalinae, originario del Norte de África, el Cercano Oriente, el Neártico y el Paleártico, incluyendo Europa.
El género prefiere las regiones húmedas y está bien representado en Irlanda, donde el número de especies es superior a cualquier otro lugar en Europa.

## Subgéneros y especies
| - Agonum (Agonum) - Agonum antennarium - Agonum carbonarium - Agonum chalconotum - Agonum curvipes - Agonum dolens - Agonum hexacoelum - Agonum kretaense - Agonum marginatum - Agonum monachum - Agonum muelleri - Agonum nigrum - Agonum numidicum - Agonum pirata - Agonum quinquepunctatum - Agonum rugicolle - Agonum sordidum - Agonum (Europhilus) - Agonum consimile - Agonum exaratum - Agonum fuliginosum - Agonum gracile - Agonum micans - Agonum munsteri - Agonum piceum - Agonum scitulum - Agonum temperei - Agonum thoreyi | - Agonum (Melanagonum) - Agonum afrum - Agonum duftschmidi - Agonum extensum - Agonum gerdmuelleri - Agonum gisellae - Agonum hypocrita - Agonum longicorne - Agonum lugens - Agonum nitidum - Agonum permoestum - Agonum pseudomoestum - Agonum versutum - Agonum viduum - Agonum (Platynomicrus) - Agonum bicolor - Agonum (Punctagonum) - Agonum ericeti - Agonum impressum - Agonum sexpunctatum - Agonum viridicupreum - Agonum (Stictanchus) - Agonum gracilipes |